# Ludwig Alexander von Seebach
Ludwig Alexander von Seebach – saski dyplomata zmarły w początkach XVIII wieku.
W latach 1706 i znów w 1709 był saskim reprezentantem dyplomatycznym w Elektoracie Hanoweru. Należał do rodziny, która wydała wielu saskich dyplomatów, np. Albin von Seebach (1811–1884) i poetę – Johann Georg Seebach (1684–1721).